# Night Mail
Night Mail är en brittisk dokumentärfilm från 1936, regisserad av Harry Watt och Basil Wright.

## Handling
Filmen visar det specialtåg i Skottland som behandlar posten och levererar den dagen därpå.

## Om filmen
Filmen är inspelad på Euston station och på posttåget mellan London via Glasgow samt Edinburgh till Aberdeen.

## Medverkande
- Arthur Clark – maskinist
- Robert Rae – lokförare
- John Grierson – kommentator
- Stuart Legg – kommentator

### Webbkällor
- Night Mail på Internet Movie Database (engelska)

### Fotnoter
1. ↑  Blake Morrison (1 december 2007). ”Stamp of excellence” (på engelska). Guardian. https://www.theguardian.com/books/2007/dec/01/featuresreviews.guardianreview10. Läst 9 februari 2017.